# 山口貴也 (柔道)
山口 貴也（やまぐち たかや、1999年4月10日 - ）は、長崎県出身の、日本の柔道選手。階級は100kg級。身長180cm。組み手は左組み。血液型はA型。得意技は内股。

## 経歴
柔道は7歳の時に吉岡道場で始めた。西諫早中学3年の時に全国中学校柔道大会73kg級2回戦で姫路灘中学2年の村尾三四郎に技ありで敗れた。長崎日大高校へ進むと、2年の時にはインターハイ90kg級2回戦で敗れた。全国高校選手権では無差別に出場して5位になった。3年の時には階級を100kg級に上げると、インターハイでは2位だったものの、全日本ジュニアでは優勝した。世界ジュニアでは3位だった。2018年には日大に進学すると、1年の時には全日本選手権の3回戦で東海大学3年の太田彪雅を内股で破るが、準々決勝で明治大学4年の小川雄勢に内股で敗れた。2年の時には学生体重別で優勝した。4年の時には体重別団体で3位となった。2022年には綜合警備保障の所属となると、体重別では決勝まで進むが、旭化成の羽賀龍之介に三角絞で敗れて2位だった。2024年の実業団体2部では優勝した。非常に多趣味であり、文化人としても知られる。

## 戦績
- 2017年 - 全国高校選手権　無差別　5位
- 2017年 - インターハイ　2位
- 2017年 - 全日本ジュニア　優勝
- 2018年 - 世界ジュニア　3位
- 2018年 - ロシアジュニア国際　2位
- 2018年 - 全日本選手権　5位
- 2019年 - 学生体重別　優勝
- 2021年 - 体重別団体　3位
- 2022年 - 体重別　2位
- 2024年 - 実業団体2部　優勝

(出典、JudoInside.com)